# أرخبيل بسمارك
أرخبيل بسمارك (بالإنجليزية: Bismarck Archipelago) أَرْخِبِيل بِسمارك مجموعةُ جزرٍ في جنوب غربي المحيط الهادئ. تمتد الجزر إلى شمال شرقي غينيا الجديدة وهي جزء من دولة بابوا غينيا الجديدة.
يتألف أرخبيل بسمارك من أكثر من 200 جزيرة ، مجموع مساحتها مع القسم المتصل باليابسة نحو 48,640كم². أكبر جزيرتين فيه هما جزيرة نيو بريتن بمساحة 36,500كم² ونيو أيرلاند، بمساحة 8,650كم²، وتشمل الجزر الرئيسية الأخرى مانوس وهانوفر الجديدة. وتُكوّن جزيرة مانوس أكبر جزر أدمير، التي هي جزء من الأرخبيل. ومعظم الجزر الأخرى في أرخبيل بسمارك أصغر مساحة.
وتتميز جزر نيو بريتن ونيو أيرلاند ومانوس، بسلاسل جبالٍ وعرةٍ وغابات كثيفةٍ. وتتصف جزيرة نيو بريتن بالبركانيّة. والعديدُ من الجزر الصغيرة منبسطةً، وتُكون بعضها جزرًا مرجانيّة (حيودًا بحرية مرجانية حلقية الشكل). يتمتع أرخبيل بسمارك الواقع قرب خط الاستواء بمناخٍ حار رطب، ويقع بمستوى سطح البحر ومعدل درجة الحرارة القصوى فيه ما بين 24° و31° مئوية.
يبلغ عدد سكان أرخبيل بسمارك حوالي 430,000 نسمة. يعيش 70% من السكان على جزيرة نيو بريتن، و20% منهم على جزيرة نيو أيرلاند. يشكل الميلانيزيون معظم سكان الأرخبيل، وهم ذوو بشرة سمراء وشعر أسود صوفي. يشملُ السكانُ أيضاً عدة مئاتٍ من الصينيين والأوروبيين. يعيشُ معظم السكّانِ في قرى ريفيةٍ صغيرة قريبة من البحر. تُعتبر رابول ـ في نيو بريتن ـ كبرى التجمعات الحضرية، وفيها حوالي 15,000 نسمة. يتكلم الميلانيزيون العديد من اللغات المحلية. وللاتصال بأعضاء من جماعات لغوية مختلفة يستعملون لغة مفهومة على نحو واسع وهي لغة خليط تدعى الإنجليزية الهجين.